# Ленин през 1918 г.
„Ленин през 1918 г.“ (на руски: Ленин в 1918 году) е съветски игрален филм, втората част от дилогията, след филма „Ленин през октомври“, режисиран от Михаил Ром. Заснет и пуснат през 1939 г., премонтиран през 1956 г.

## Сюжет
Филмът разказва за събитията от 1918 г., случили се в Москва. В разгара на гражданската война, глад, разруха. В Кремъл правителството на Съветска Русия, под ръководството на Ленин и Сталин, работи усилено, за да изведе страната от кризата. Ленин намира време да се срещне с ходещи от народа. Важен епизод от филма е срещата между Ленин и кулака от Тамбов. В същото време се готви заговор, който се разкрива от коменданта Матвеев. Заговорниците обаче успяват да избягат и след това организират атентат срещу Ленин по време на речта му във фабриката Михелсон. След като Каплан стреля по Ленин, той се разболява дълго време, възстановява се и се връща на работа.

## Създатели
- Режисьор – Михаил Ромм
- Сценаристи – Татяна Златогорова, Алексей Каплер
- Оператор – Борис Волчек
- Композитор – Николай крюков
- Художници – Борис Дубровски-Ешке, Виктор Иванов

## Актьорски състав
- Борис Шчукин – Владимир Илич Ленин
- Михаил Геловани – Йосиф Сталин (оригинална версия)
- Николай Боголюбов – Климент Ворошилов
- Николай Черкасов – Максим Горки
- Василий Марков – Феликс Дзержински
- Леонид Любашевски като Яков Свердлов (първоначално немски Свердлов, по-малкият брат на Яков Свердлов)
- Зоя Добина – Надежда Крупская
- Николай Охлопков в ролята на другаря Василий, помощник и бодигард на Ленин
- Клавдия Коробова като Наталия, съпругата на Василий
- Василий Ванин като Матвеев, комендант на Кремъл
- Елена Музил като Евдокия Ивановна, помощничка
- Йосиф Толчанов – Андрей Федорович, лекар
- Александър Хохлов – професор
- Дмитрий Орлов – Степан Иванович Коробов, стар петербургски пролетарий
- Серафим Козмински като Бобилев, помощник на Ленин
- Николай Плотников – юмрук от Тамбовска губерния
- Николай Свободин – Валериан Рутковски, социален революционер
- Виктор Третяков – Иван Григориевич Новиков, социален революционер
- Наталия Ефрон – Фани Каплан
- Александър Шатов като Константинов, организатор на контрареволюционния заговор
- Владимир Соловьов като Синцов, чекист-предател
- Сергей Антимонов – Поляков (не е в надписите)
- Виктор Кулаков – Бухарин (в оригиналната версия; не е в надписите)
- Ростислав Плят – военен специалист (в оригиналната версия; не е в надписите)
- Георгий Богатов – В. М. Молотов (не е в надписите)
- Анатоли Папанов – епизод (не е в надписите)

## Награди и номинации
- 1941 – Сталинска награда. Режисьор Михаил Ром и главният актьор Борис Шчукин (посмъртно).
- 1939 – Филмът е включен в програмата на дебютния филмов фестивал в Кан през 1939 г., който е прекъснат и не се състои поради избухването на Втората световна война.[1]